# Mike Penberthy
Mike Penberthy, né le 9 novembre 1974 à Los Gatos, en Californie, est un joueur puis entraîneur américain de basket-ball. Pendant sa carrière de joueur, il évolue au poste d'arrière.

## Palmarès
- Champion NBA 2001 (comme joueur), 2020 (comme entraîneur)
- Vainqueur de la coupe d'Allemagne 2006